# Naper
Naper – wieś w Stanach Zjednoczonych, w stanie Nebraska, w hrabstwie Boyd.